# Project Nightmares
Project Nightmares es un juego en primera persona del género survival horror, el cual se desarrolla mayoritariamente en una pesadilla. Lo que realmente destaca es su inmersión y la dificultad en la resolución de los distintos puzles que se presentan a lo largo del juego. Fue desarrollado y publicado por NC Studio, un equipo indie de dos personas de Buenos Aires, Argentina. El juego fue lanzado por primera vez en Steam Acceso Anticipado el 25 de mayo de 2018, para la plataforma Microsoft Windows. 

## Sinopsis
Un grupo de científicos, con orientación a lo paranormal, desarrolla una máquina que permite inducir el sueño a un paciente con habilidades psíquicas y conectarlo a un objeto maligno. Project Nightmares se encarga de investigar estos objetos, de descubrir su historia y de acabar con su mal.

## Modo de juego
Project Nightmares es un juego que cuenta con una mecánica procedimental para la creación del escenario. Los jugadores deberán explorar un escenario de pesadilla el cual podría llegar a cambiar. 
El jugador podrá esconderse, cubrirse, y esquivar objetos que podrían ser lanzados por entidades paranormales.
Deberá resolver además una serie de problemas que le permitan avanzar y encontrar pistas para salir de la pesadilla.

## Venta
El juego ha sido publicado el 29 de septiembre de 2021, concluyendo así su paso por Steam Acceso Anticipado. Actualmente NC Studio evalúa la posibilidad de publicarlo en otras plataformas. [cita requerida]

## Consolas
El juego esta preparado para Realidad Virtual aunque por el momento se publicó sin esta característica. Dependiendo de las ventas el juego podría llegar a consolas como Playstation y Xbox.[cita requerida]

## Premios
| Año  | Premio        | Categoría   | Resultado | Ref   |
| ---- | ------------- | ----------- | --------- | ----- |
| 2020 | Expo EVA 2020 | Mejor Arte  | Ganador   | [ 2 ] |
| 2020 | Expo EVA 2020 | Mejor Juego | Nominado  | [ 2 ] |